# Vangatrice

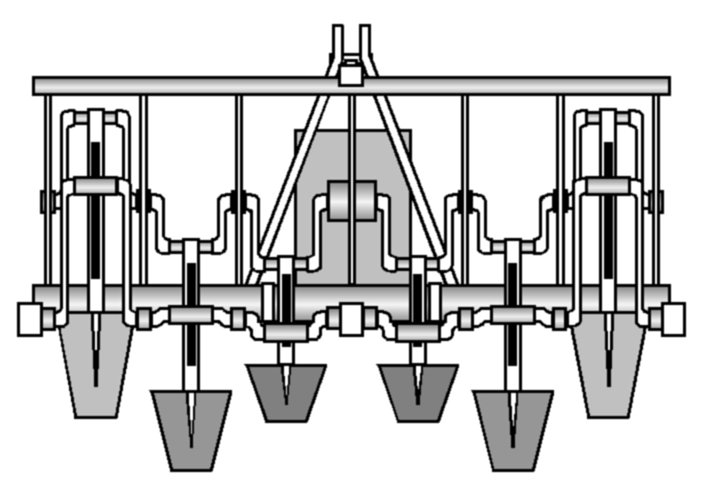
Un disegno schematico di una vangatrice

La vangatrice è un attrezzo costituito da un asse orizzontale ad organi oscillanti comandati dalla presa di forza della trattrice, che ripetono i movimenti della vanga.
Può essere adoperata anche in terreni umidi ove nessuno strumento trainato potrebbe operare. Le zolle non vengono molto sminuzzate, ma mediamente rovesciate. La vangatura manuale infatti, se praticata da un esperto, raggiunge un grado di efficienza di rovesciamento delle zolle pari al 100%; nella vangatura meccanica invece non viene impresso alcun moto rotatorio attorno all'asse delle vanghe, per cui non tutte le zolle si capovolgono inglobando i residui colturali. Si tratta comunque di un dissodamento profondo del terreno che favorisce il drenaggio e permette di raggiungere elevate rese orarie, con maggiori  economie di esercizio, se comparata all'aratura tradizionale.    
In commercio ne sono presenti vari modelli.
Nel 1987 viene presentata la naturale evoluzione, la bivanga.